# Lamiopsis
Lamiopsis é um género de tubarões da família Carcharhinidae, que inclui as espécies Lamiopsis temminckii e Lamiopsis tephrodes.